# 富兰克林镇区 (俄亥俄州亚当斯县)
富兰克林镇区是美国俄亥俄州亚当斯县的一个镇区，2010年美国人口普查时有1110人居住在该镇区。
这是全州21个富兰克林镇区之一。 

## 地理
富兰克林镇区位于亚当斯县东北，与以下镇区接壤：
- 派克县米夫林镇区 - 北
- 派克县桑费什镇区 - 东北
- 赛欧托县拉登镇区 - 东
- 梅格斯镇区 - 南
- 布拉顿镇区 - 西
- 高地县布拉什克里克镇区 - 西北角

## 历史
富兰克林镇区于1828年成立，命名来自本杰明·富兰克林。

## 政府
镇区有3人组成的理事会管理。理事会理事选举在奇数年11月举行，并在来年1月1日开始四年任期。两名理事的选举在总统选举后一年举行，另一名的选举在总统选举前一年举行。镇区财务官亦由选举产生，与一名镇区理事选举同时举行，不过在来年4月1日才开始四年任期。若财务官或理事职位有空缺，将由剩余理事填补。